# Universidade de Música de Osaka
Universidade de Música de Osaka (大阪音楽大学, Ōsaka ongaku daigaku) é uma universidade privada em Toyonaka, Osaka, Japão.
O antecessor da escola foi fundada em 1915, e foi fretada como uma universidade em 1958.

## Alunos notáveis
A cantora Aiko Yanai estudou nesta universidade em 1995, graduando-se no ano seguinte, juntamente com Ringo Shiina. A compositora Yoko Shimomura graduou-se nesta universidade em 1988.